# Rueda
Rueda is een dorp en gemeente in de Spaanse provincie Valladolid in de regio Castilië en León. De gemeente heeft een oppervlakte van 90,50 km². Het gelijknamige dorp ligt iets meer dan 30 kilometer ten zuidwesten van provinciehoofdstad Valladolid. Rueda telt 1.294 inwoners (1 januari 2016). 
De wijnstreek Rueda waarvan het dorp het centrum vormt, is vooral bekend om zijn witte wijn, voornamelijk van verdejo druiven en sauvignon blanc. Er worden echter ook rode wijnen geproduceerd, vooral van tempranillo druiven. Het wijngebied beslaat een groter oppervlak dan de gemeente. 